# لي تروا لاكار (فلم)
لي تروا لاكار (بالفرنسية: Les Trois Lascars)، هُو فيلم كوميدي بوركينابي صدر سنة 2021 وأخرجه بوباكار ديالو.

## وصلات خارجية
- مقالات تستعمل روابط فنية بلا صلة مع ويكي بيانات